# Marvin Ceballos
Marvin José Ceballos Flores (Ciudad de Guatemala, 22 de abril de 1992) es un futbolista guatemalteco. Conocido por anotar el primer gol de la selección de Guatemala en una competición mundial de la FIFA. Juega como delantero y su actual club es el Club Social y Deportivo Xinabajul.

## Selección nacional
Participación en copas del mundo.
| Mundial                     | Sede     | Resultado        | Partidos | Goles |
| --------------------------- | -------- | ---------------- | -------- | ----- |
| Copa Mundial Sub-20 de 2011 | Colombia | Octavos de final | 4        | 1     |

## Clubes
| Club              | País           | Año           |
| ----------------- | -------------- | ------------- |
| Comunicaciones    | Guatemala      | 2011 - 2015   |
| Indy Eleven       | Estados Unidos | 2015          |
| North Carolina FC | Estados Unidos | 2016          |
| Antigua GFC       | Guatemala      | 2016 - 2017   |
| Comunicaciones    | Guatemala      | 2017 - 2018   |
| CD Guastatoya     | Guatemala      | 2019          |
| Leones Negros UDG | México         | 2019 - 2020   |
| CD Guastatoya     | Guatemala      | 2020 - 2021   |
| Leones Negros UDG | México         | 2021          |
| Xinabajul FC      | Guatemala      | 2022 - actual |